# Sarah Grilo

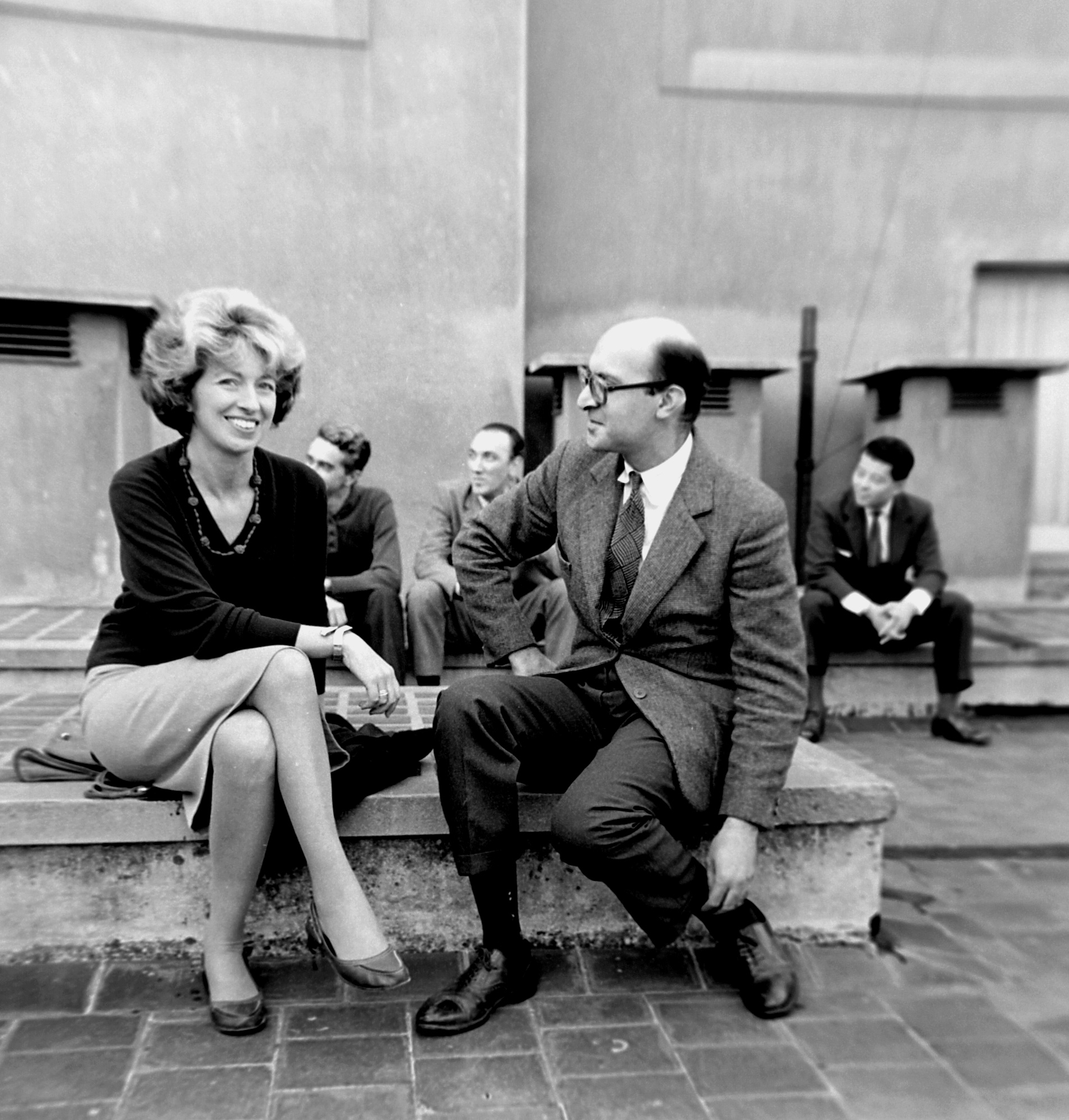
Sarah Grilo (ở bên trái)

Sarah Grilo (sinh vào khoảng năm 1919) là một họa sĩ người Argentina, người nổi tiếng với những bức tranh mang tính trừu tượng. Kết hôn với nghệ sĩ Jose Antonio Fernández-Muro, bà sống ở Buenos Aires, Paris, New York City và Madrid.
Bà được coi là một trong những nghệ sĩ Mỹ Latinh quan trọng nhất của thế kỷ 20.

## Nghề nghiệp
Sarah Grilo bắt đầu sự nghiệp của mình như một nghệ sĩ tự học. Năm 1944, bà bắt đầu học tại xưởng vẽ của nghệ sĩ người Catalan Vicente Puig. Ở đó, bà đã gặp chồng mình, nghệ sĩ Jose Antonio Fernández-Muro.
Năm 1949, bà đã trình bày triển lãm cá nhân đầu tiên của mình tại Madrid, được đặc trưng bởi sự pha trộn giữa hình tượng và hình khối.
Trong khoảng thời gian này, những bức tranh của bà trở nên trừu tượng hơn. Năm 1952, bà gia nhập nhóm Artistas Modernos de la Argentina, dưới sự chỉ đạo của Aldo Pellegrini.
Nhóm này, bao gồm các nghệ sĩ như Enio Iommi, Alfredo Hlito, Tomàs Maldonado, Lidy Prati và José Antonio Fernández-Muro, và những người khác, đã được trình bày trong các triển lãm tại Bảo tàng Stedelijk ở Amsterdam và Bảo tàng Nghệ thuật Hiện đại, Rio de Cho, đến khi nó bị giải thể vào năm 1954.
Sau khi giải thể nhóm, Sarah Grilo chuyển đến Paris. Trong giai đoạn này, giữa năm 1957 và 1961, tác phẩm của bà trở nên trữ tình hơn.
Năm 1962, bà đã giành được học bổng Guggenheim [5]. Giải thưởng đánh dấu một bước ngoặt trong sự nghiệp của bà và bà chuyển đến New York. Từ đó trở đi, bà dần dần giải thoát bản thân khỏi sự trừu tượng hình học và phát triển một ngôn ngữ nhựa mới. Tác phẩm cử chỉ của bà kết hợp các bề mặt màu, nhỏ giọt, dấu hiệu kỹ thuật số và văn bản, graffiti.
Năm 1970, bà chuyển đến Madrid. Bà sống ở đó cho đến khi chết vào năm 2007.